# 마이클 조던
마이클 제프리 조던(영어: Michael Jeffrey Jordan, 영어 발음: /ˈmaɪkəl ˈd͡ʒɛfɹi ˈd͡ʒɔɹdən/, 1963년 2월 17일~)은 미국의 전 농구 선수, 사업가로 포지션은 슈팅가드였다. 농구 역사상 가장 위대한 선수로 평가받으며, 1980-90년대 NBA의 세계화를 이끌었다.
1963년 뉴욕 브루클린에서 태어난 마이클 조던은 형 래리 조던의 반만큼만 농구를 잘하고 싶어했다. 그래서 그의 등번호를 래리 조던의 등번호 45번의 절반인 23번으로 하였다고 한다.
조던은 노스캐롤라이나 대학교 채플힐 문화지리학과에 입학하였다. 이유는 앞으로의 프로 생활을 하는데 있어서 원정하는 도시에 대해 알고 싶다는 것. 조던은 1학년 때 NCAA 결승전에서 조지타운 호야스와 맞붙는다. 당시 노스캐롤라이나에는 조던 외에 제임스 워디 (전 로스앤젤레스 레이커스), 샘 퍼킨스 (전 시애틀 슈퍼소닉스) 등이 뛰고 있었고, 상대팀 조지타운에는 그 유명한 패트릭 유잉 (전 뉴욕 닉스, 현 뉴욕 닉스 홍보대사)이 버티고 있었다. 승부를 가른 것은 조던의 첫 번째 '더 샷'. 조던은 이후 2, 3학년 때 연속으로 전미 최고 대학 선수 선발로 뽑혔고, NBA로 진출하게 된다.
1984년 1라운드 3번째로 시카고 불스에 지명된다. 데뷔 첫 해 NBA 코트를 강타한 마이클 조던은 프로 데뷔 경기인 워싱턴 불리츠(현 워싱턴 위저즈)와의 경기에서 저조한 야투율로 16득점에 그친다. 하지만 이후 완벽하게 적응하여 시즌 평균 28.7점이라는 엄청난 득점력을 선보이며 신인왕을 차지하게 된다. 그러나 다음해 발목 부상으로 22경기 출전에 그치는 등 슬럼프에 빠지게 된다. 그해 PO에서 엄청난 활약을 보이며 잠시 잊혀져 가던 그의 존재를 팬들 사이에 확실히 각인시키게 되는데, 당시즌 PO에서 당대 최강인 보스턴 셀틱스와 맞붙은 시카고 불스는 객관적 열세에도 불구하고 조던의 대활약으로 선전하게 된다. 이 시리즈에서 보스턴의 전설 래리 버드는 자신의 팀을 상대로 63득점을 올리는 등 신들린 듯한 활약을 펼친 조던에 대해 "신이 조던의 모습으로 변장하였다"라는 유명한 말을 남겼다. 그 뒤 87년부터 득점왕을 차지하기 시작한 조던은 80년대 그 누구도 막을 수 없는 득점포를 선보이며 80년대 내내 득점왕을 차지하지만 그를 받춰줄만한 유능한 동료 선수의 부재로 팀을 우승으로 이끌지는 못했다.
팀을 조던 위주로 개편한 시카고 불스. 조던의 보디가드였던 찰스 오클리를 내보내고 스카티 피펜, 호레이스 그랜트를 받아들인 불스는 전략 코치 텍스 윈터의 트라이앵글 오펜스가 완성되며 90년대 무적의 모습을 갖추게 된다. 1991년 NBA 결승전에서 80년대를 주름잡던 매직 존슨의 로스앤젤레스 레이커스를 꺾고 팀 역사상 최초로 왕좌에 오른 불스는 1992년 클라이드 드렉슬러의 포틀랜드 트레일블레이저스, 93년 찰스 바클리, 케빈 존슨의 피닉스 선스를 꺾고 3연패 우승을 차지하게 된다.
3연패의 기쁨도 잠시. 조던의 아버지(제임스 조던)가 10대 강도에게 살해당하는 사고가 발생하고, 조던은 곧 농구 은퇴를 선언하게 된다. 그리고 시카고 화이트삭스와 계약한 후 마이너리그에서 뛰게 된다.
1995년 봄 다시 돌아오게 되지만 동부지구에서 불스의 위력은 많이 약해 있었다. 하지만 돌아온 조던을 중심으로 다시 팀은 재편되고, 악동 데니스 로드먼을 영입한 불스는 여전히 위력적인 조던을 앞세워 1996년 숀 켐프와 게리 페이턴의 시애틀 수퍼소닉스, 97년과 98년에는 칼 말론, 존 스탁턴 콤비의 유타 재즈를 꺾고 두 번째 3연패를 달성하게 된다.
그중 시카고 불스는 95-96 시즌 87.8% 엄청난 승률을 기록하며 리그 역대 최고 기록인 72승을 달성하게 되는데 82경기 하에 치러진 리그 개편 이래 현재까지도 70승 이상을 기록한 유일한 팀으로 기록되었었다.(15-16시즌 커리의 골든스테이트가 73승 9패로 정규시즌을 완주하면서 시카고불스의 최다승 기록은 깨졌다.) 당해에 팀은 리그의 상이란 상을 모조리 휩쓰는 괴력을 발휘하는데 시즌 MVP, 올스타전 MVP, 파이널 MVP 등 '트리플 크라운'을 달성하고 평균 30.4득점으로 득점왕에 오른 조던을 필두로 All-Defensive Team 에 조던, 피펜, 로드맨 3인방이 선정되며 리그 최강의 수비팀임을 입증 하였다. 또한 평균 14.9개로 리바운드 왕에 오른 로드맨과 식스맨상을 수상한 크로아티아 출신의 토니 쿠코치, 올해의 감독상을 수상한 필 잭슨 감독 등 그 해를 완벽하게 시카고의 해로 만들게 된다. 또한 95-96 시즌부터 97-98 시즌 3연패 기간 동안 72승, 69승, 62승 등 3시즌 동안 도합 203승을 달성하는 괴력을 보여주기도 하였다.
두 번째 3연패 후 조던은 다시 은퇴를 선언하였지만 2000년 또 다시 복귀를 선언하며 자신이 구단 경영에 적극적으로 참여하고 있던 워싱턴 위저즈에 선수로 들어가게 된다. 여기에는 매스컴과 구단주의 압박이 있었음을 부정할 수는 없을 것이다. 2000년대 조던은 득점력을 줄이고 어린 선수들을 독려하는 역할을 했지만 팀은 생각만큼 정비되지 못하고, 조던은 2003년 마지막 은퇴를 발표하게 된다.
복귀한 2시즌 동안 비록 전성기에 미치지는 못하였으나 40살의 나이에도 젊고 빠른 선수들을 상대로 평균 20득점을 퍼붓고, 최고령 50+득점(38세 315일, 51득점), 40세의 나이로 43득점을 기록하는 등 믿기 힘든 경기력을 보여주면서 역시 '농구의 황제' 임을 입증하기도 하였다.

## 분석 및 평가

### 인물 분석 및 평가
마이클 조던은 NBA는 물론 세계 농구사를 통틀어 가장 위대하고 뛰어났던 선수로 평가받는다. 대부분의 다른 전설적인 농구선수, 전문가, 감독, 그리고 전 세계 팬들이 그렇게 평가를 하고 있으며 더불어 NBA의 최고 부흥기를 이끈 주인공이기도 하다.
조던의 전 세계적인 부상에는 본인의 최고 수준 실력 외에도 때마침 세계화를 꿈꾼 NBA의 트렌드와 조던과 떼어 놓을 수 없는 관계가 되어버린 나이키의 역할이 컸다. 80년대 초반 비교적 인지도가 낮은 브랜드였던 나이키는 "에어 조던"이라는 농구화를 발판삼아 세계 제1의 스포츠 브랜드로 자리잡았으며, 매직 존슨과 레리 버드에 힘입어 성장한 NBA는 조던을 통하여 전 세계적인 리그로 성장하여 현재는 미국의 4대 스포츠 리그가 됐고, 더불어 농구라는 종목 자체가 북미 4대 스포츠 중 하나로 우뚝 선 상태이다.
공격: 조던은 NBA 60년 사상 최고의 공격수 두 명 중 하나이다. 다른 한 명은 윌트 체임벌린. 조던의 강점은 그가 활약하던 시기에 매치업 상대보다 큰 사이즈를 갖췄으면서도 오히려 그들을 압도하는 스피드를 갖추는 등 탁월한 신체 능력에 있다. 80년대 데뷔한 2번(슈팅가드)치고는 엄청난 장신(198cm)에 어마어마한 탄력을 바탕으로 항상 상대 수비수보다 우위를 점할 수 있었던 것이다. 여기에 신이 내린 가장 완벽한 몸매와 공중에서의 완벽한 신체 밸런스 유지 능력 또한 그의 공격력을 배가시킨 요인이다. 둘째로 조던은 역사상 가장 다양한 공격 루트를 뽐내는 선수였다. 기본적으로 내외곽에서 안정적인 점프슛을 날릴 수 있으며, 드리블 & 풀업 점프 슛, 드라이브 인 덩크 또는 더블 클러치, 환상의 뱅크 슛, 베이스라인 돌파와 페이드 어웨이, 턴어라운드 페이드 어웨이 등 일일이 나열하기도 힘든 공격 루트인데 조던은 이 모든 것을 자유자재로 구사할 수 있었다. 하지만 조던의 공격력 중에서 가장 중요한 것은 퍼스트 스텝이다. 눈에 보이지도 않을 만큼 폭발적인 퍼스트 스텝은 수비수들을 슬로우 비디오로 멈춘 듯한 모습을 띠게 한다.
한편 조던은 왼쪽으로 돌파하는 것을 즐겼는데, 97년도 인디애나 페이서스의 스카우팅 리포트에 따르면 "왼쪽, 오른쪽 상관없이 수비를 제칠 수 있겠지만 왼쪽으로 돌파하는 것을 상대적으로 선호하기 때문에 그를 불쾌하게 하기 위해서는 오른쪽으로 돌파하도록 강요하는 것이 필요하다" 라고 한다.
수비: 조던이 인정받는 것은 공격력과 함께 역대 최고 수준의 수비 실력을 갖췄기 때문이다. 대학 시절 은사인 딘 스미스가 항상 수비를 강조해 조던은 대학 시절 수비 기본기를 탄탄히 갖추게 됐고, 이것이 프로 시절에도 큰 자산이 됐던 것이다. 무릎을 굽히고, 허리를 낮추고, 상대 눈과 손을 주시하는 그의 수비는 상대 공격수를 질식시킬 수준이다. 80년대 그와 함께 최고의 공격수였던 도미니크 윌킨스가 상대적으로 평가 절하됐던 것은 형편없는 수비 실력 때문이었다.
그외: 조던이 강한 것은 육체적 강인함과 함께 정신적 강인함이 뒷받침됐기 때문이다. 친구와의 사소한 내기에도 기필코 이기려고 하는 그의 승부욕은 프로에 와서 이겨야 하는 경기는 꼭 이기고야 마는 결과물로 나타나게 됐다. 여기에 코트 밖에서야 어떻든 코트 위에서는 동료들의 사기를 돋우는 그의 능력으로 시카고 불스는 장기간 최고의 팀으로 군림할 수 있었다.
동시기에 플레이한 '먹시' 보그스는 "내 생각에 조던은 농구 역사상 최고의 선수다. 조던만큼 정신적으로 강인한 사람을 만나본 적이 없다" 라고 할 만큼 승부욕과 정신적인 강인함은 조던을 지금의 자리에 있게 만들었다.

## 조던의 자녀들
마이클 조던의 자녀(2남 3녀)들은 전 부인 주아니타 바노이 사이에서 장남인 제프리 조던(영어: Jeffrey Jordan), 차남인 마커스 조던(영어: Marcus Jordan) 그리고 장녀인 재스민 조던 (영어: Jasmine Jordan)이 있으며, 현 부인 쿠바계 미국 모델 이베트 프리에토 사이에서 2014년 2월 9일 일란성 여아쌍둥이를 출산했으며, 이름은 빅토리아 조던(영어: Victoria Jordan),이사벨 조던 (영어: Ysabel Jordan)이다.